# Karen Stemmle
Karen Jean Stemmle, coniugata Brandon (Toronto, 27 gennaio 1964), è un'ex sciatrice alpina canadese.

## Biografia

### Stagioni 1984-1995
Discesista pura originaria di Aurora e sorella di Brian, a sua volta sciatore alpino, Karen Stemmle in Nor-Am Cup nella stagione 1982-1983 vinse la classifica di specialità; in Coppa del Mondo ottenne il primo piazzamento il 5 marzo 1983 a Mont-Tremblant (6ª) e conquistò il miglior risultato il 21 gennaio 1984 a Verbier (4ª). Ai successivi XIV Giochi olimpici invernali di Sarajevo 1984, sua unica presenza olimpica, si classificò al 22º posto mentre ai Mondiali di Bormio 1985 fu 15ª; in Coppa del Mondo bissò il suo miglior risultato il 9 marzo dello stesso anno a Banff (4ª) e ottenne l'ultimo piazzamento l'8 marzo 1986 a Sunshine (14ª). Si ritirò nel 1988.

## Palmarès

### Coppa del Mondo
- Miglior piazzamento in classifica generale: 38ª nel 1985

### Nor-Am Cup
- Vincitrice della classifica di discesa libera nel 1983[senza fonte]